# Baintha Brakk
Baintha Brakk (en urdú بائنتھا براک), també anomenada l'Ogre, és una muntanya escarpada que s'alça fins als 7.285 msnm. Es troba a la Panmah Muztagh, una secció de la gran serralada del Karakoram. Es troba a la regió de Gilgit-Baltistan, al Pakistan, És famós per ser un dels cims més difícils del món a escalar. De fet, van transcórrer vint-i-quatre anys entre la primera ascensió, el 1977, i la segona, el 2001.

## Geografia
El nom L'Ogre li fou posat per William Martin Conway, que va inventar-se molts noms anglesos per a les muntanyes del Karakoram.
El Baintha Brakk s'aixeca sobre el vessant nord de la glacera Biafo, una de les principals glaceres del centre de Karakoram. Es troba uns 75 quilòmetres al nord de Skardu, la ciutat principal de la regió, i uns 30 quilòmetres al nord d'Askole.
El Baintha Brakk és excepcional per la combinació de d'altitud, prominència i inclinació. És una complexa torre de granit, més abrupta que la major part de la resta de cims del Karakoram, a excepció dels veïns cims del Latok, també semblants. Així, la seva cara sud s'axieca 3.000 metres sobre la glacera Uzun Brakk, a tan sols 2 km de distància horitzontal.

## Ascensions
Després de dos intents fallits, el 1971 i 1976, el cim va ser ascendit per primera el 1977 pels britànics Chris Bonington i Doug Scott per l'aresta oest. Durant el descens, de més d'una setmana i sota una enorme tempesta, Scott es trencà les dues cames i Bonington dues costelles, a banda de contraure pneumonia.
Fins a 20 expedicions van fracassar en el seu intent d'ascensió, fins que el 21 de juliol del 2001 una expedició integrada per Thomas Huber, Iwan Wolf i Urs Stoecker van aconseguir la segona ascensió a través de la ruta pel pilar sud.
Una tercera ascensió, per una nova ruta de la cara sud, va fer el cim el 21 d'agost de 2012. L'aconseguiren els estatunidencs Kyle Dempster i Hayden Kennedy. El seu compatriota Josh Wharton també els acompanyà en l'ascensió, però s'hagué de fer enrere a 6.800 metres pel mal d'alçada. Per a aquesta ascensió Dempster, Kennedy i Wharton foren reconeguts amb el premi Piolet d'Or el 2013.